# Eunidia albonotata
Eunidia albonotata là một loài bọ cánh cứng trong họ Cerambycidae.